# ケフサイソガニ
ケフサイソガニ（毛房磯蟹、学名 Hemigrapsus penicillatus ）は、十脚目モクズガニ科（旧分類ではイワガニ科）に分類されるカニの一種。日本を含む東アジアの海岸に分布し、汽水域の潮間帯で多く見られる。分布域ではありふれたカニであったが、21世紀初頭にタカノケフサイソガニ H. takanoi との2種に分けられた。

## 形態
成体は甲幅30mmに達する。甲は後ろが僅かに狭まる台形で、甲の前側縁（両脇）には眼窩外縁も含めて3個の鋸歯がある。甲表面はほぼ平滑だが、全体的に弱く膨らむ。オス成体の鉗脚は大きく発達し、咬み合わせ部分に毛の束がある。メスの鉗脚は小さく、毛の束もない。また若いオスにも毛の束はない。なお、この毛の束は外側が小さく、内側が大きい。
成体の体色は、背中側は黄褐色-灰白色で、不規則な暗色斑が散在する。腹側はほぼ白いが、頭胸部から腹部の各所に明瞭な黒点が散在する。体色の個体差は成体では小さいが、若い個体では甲の背中側の両端に大きな白斑が現れる個体や全体的に緑色の個体もいる。
類似種は多いが、タカノケフサイソガニは腹側の黒点が小さくてオス成体の毛の束が内外とも同じ広さであること、イソガニは紫と緑褐色の斑模様であること、ヒライソガニは甲が扁平・鉗脚下部が橙色・腹面に黒点がないこと、タイワンヒライソモドキは小型・甲が扁平・オス成体の毛の束は外側が大きいこと等が区別点である。

## 生態
確実な産地は日本、台湾、中国沿岸である。日本では全国の海岸で見られ、特に内湾沿岸で個体数が多い。
内湾・汽水域の潮間帯から潮下帯にかけて生息する。潮が引いた海岸では転石下やカキ殻の間等によく見出される。人の手が入った環境にも多く、コンクリートブロックの下や石組み護岸の間にも見られる。隠れ場所が全くない砂泥のみの区域、淡水の影響がない区域、荒波が打ち寄せる区域にはほとんどいない。
タカノケフサイソガニとはほぼ同居していて、どちらか一方しかいないという地点は少ないが、外洋に近い環境では本種、波静かな内湾環境ではタカノケフサイソガニが優占する。イソガニやヒライソガニは本種より外洋に面した環境を好み、タイワンヒライソモドキは本種よりも淡水に近い環境を好む「棲み分け」が見られるが、これらが混在する区域もある。
食性は雑食性で、小動物、海藻、生物遺骸、デトリタス等なんでも食べる。おもな天敵はイイダコ等の頭足類、クロダイ等の大型肉食魚、水鳥である。
繁殖期は6-8月で、この頃には抱卵したメスが見られる。日本では北ほど繁殖期が短く、産卵回数が少なく、メスの最小抱卵サイズが大きい。卵から孵化したゾエア幼生は約3週間の浮遊生活を送り、メガロパ幼生に変態した後に汽水域に定着する。
食用にはならないが、クロダイなどの釣り餌に利用されることがあり、類似種とともに釣具店で販売される。

## 種の再検討
本種は日本の内湾海岸ではありふれた普通種だったが、1997年、高野正嗣・池田実・木島明博の3名によって、「ケフサイソガニは形態の差異から2型に分けられる」ことが指摘された。本種のタイプ標本との比較がなされ、タイプ標本に合致しない方の型が新種タカノケフサイソガニ H. takanoi Asakura et Watanabe, 2005 として記載された。普通に見られるカニが実は2種だったという報告は甲殻類研究者たちを驚かせた。
この2種はオス成体の鉗脚の毛と腹側の黒点で区別できるが、形態も生息環境も本種とよく似ている。腹側を見れば区別が可能だが、背面のみを撮影した写真、または色彩が失われたメスの液浸標本は専門家でも区別が困難である。それでも本種とタカノケフサイソガニの雑種は報告されていないこと、ヨーロッパ各国で外来個体群として報告されているのはタカノケフサイソガニのみであること等から、遺伝的にも別種とされている。
従来までの「ケフサイソガニ」が2種に分けられることになったため、図鑑等の図書や生物調査においても再検討・再調査の必要が生じた。2010年代の時点では、各地の研究者によって2種のデータ収集が進められている。